# Hyponephele leontyi
Hyponephele leontyi är en fjärilsart som beskrevs av Shchetkin 1979. Hyponephele leontyi ingår i släktet Hyponephele och familjen praktfjärilar. Inga underarter finns listade i Catalogue of Life.